# Artocarpus nanchuanensis
Artocarpus nanchuanensis är en mullbärsväxtart som beskrevs av S.S. Chang, S.C. Tan och Z.Y. Liu. Artocarpus nanchuanensis ingår i släktet Artocarpus och familjen mullbärsväxter. Inga underarter finns listade i Catalogue of Life.